# 路易十一
路易十一（法語：Louis XI，1423年7月3日—1483年8月30日），綽號慎密者（法語：le Prudent），法国瓦卢瓦王朝国王（1461年—1483年在位）。查理七世之子。

## 生平
路易十一出生於1423年7月3日，在当王储时曾经参与反对自己父亲查理七世的叛乱。

### 繼位
1461年在知悉其父將死時，他趕在弟弟查理（Charles, Duke of Berry）之前抵達兰斯繼位，7月25日正式登基。他在即位后以高压手段对付不顺从的封建诸侯，竭力执行巩固王权，集中封建领地的政策。诸侯们对他的野心做出激烈反应，他们成立了一个以勃艮第公爵勇士查理为首的所谓“公益同盟”，以联合抵制国王的兼併行动。路易十一与这个组织的斗争并非一帆风顺。他于1462年兼并鲁西永和塞尔丹；在1465年与公益同盟缔约。1468年，他由于战争失败被勇士查理逮捕。路易十一转而与民风强悍的瑞士结盟（1470年），并为法国获得在瑞士征兵的权力。1474年，勇士查理在南锡战役中死于受路易十一支持的瑞士人之手。至此，路易十一终于兼并了给多代法王带来危险的勃艮第公国。1475年路易十一利用贿赂手段使勇士查理的同盟者英格兰国王爱德华四世退兵。但由于他在1479年被勇士查理的女婿奥地利大公马克西米连（后成为神圣罗马帝国皇帝）击败，结果勃艮第公国的领地尼德兰落入哈布斯堡王朝之手。1481年，路易十一把安茹、曼恩、普罗旺斯并入王室领地。

路易十一吞併的貴族領地，包含安茹的勒內之墨藍色封地：右下的Provence（普羅旺斯）、偏左上的Maine（曼恩）和Anjou（安茹），以及勃艮第公国的初始地盤（紅線內淺黃色的Duchy of Burgundy）

经过多年努力，路易十一大体上完成了法兰西的统一（同时大大削弱了贵族）。路易十一在建立他的中央集权统治过程中，喜爱玩弄阴谋手段胜于直接的军事行动。因此同时代人叫他“蜘蛛国王”。
路易十一保护手工业，促进对外贸易。他利用御前会议治理国家（实际上是独裁）。路易十一的统治为法国建立起君主专制制度提供了有利条件。为了与教宗和解，路易十一废除其父查理七世颁布的布尔日国事诏书。

## 文化
在维克多·雨果的小说巴黎圣母院中，描写了路易十一的生动形象。